# Hiidensaari (ö i Norra Karelen)
Hiidensaari är en ö i Finland. Den ligger i sjön Ilomantsinjärvi och i kommunen Ilomants i den ekonomiska regionen  Joensuu ekonomiska region  och landskapet Norra Karelen, i den sydöstra delen av landet, 400 km nordost om huvudstaden Helsingfors. Öns area är 1 hektar och dess största längd är 140 meter i nord-sydlig riktning.